# Berliner Religionsgespräch

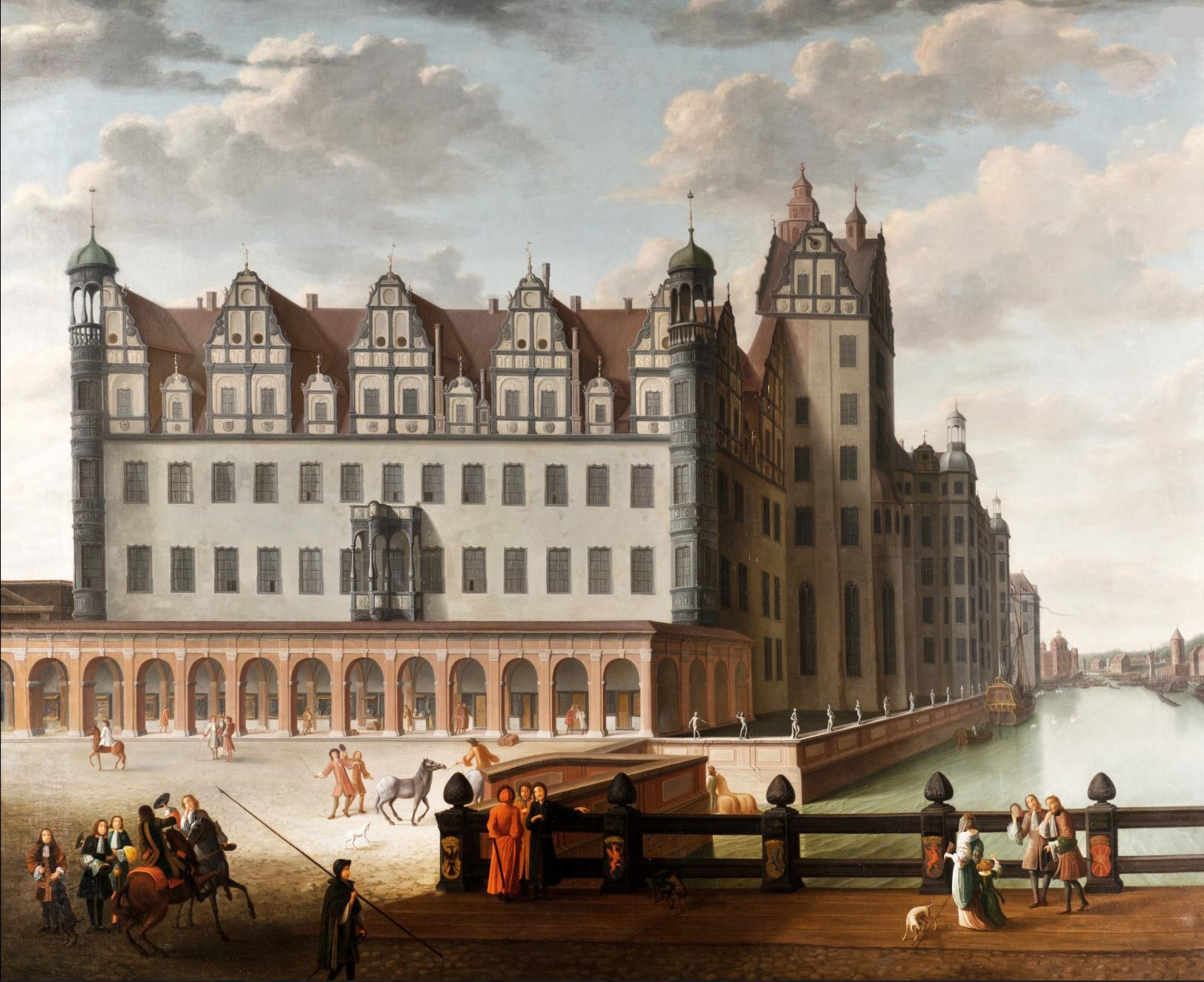
Berliner Schloss,
Ort des Religionsgesprächs

Das Berliner Religionsgespräch war ein Religionsgespräch zwischen lutherischen und reformierten Theologen der Mark Brandenburg mit dem Ziel der Annäherung der beiden protestantischen Konfessionen. Es fand auf Einberufung des Großen Kurfürsten vom 8. September 1662 bis zum 29. Mai 1663 im Berliner Schloss Cölln unter der Leitung des brandenburgischen Ersten Ministers Otto von Schwerin statt. Nach 17 Sitzungen wurde es ergebnislos abgebrochen.

## Vorgeschichte
Hintergrund der Gespräche war einerseits das reformierte Bekenntnis des Kurfürsten und eines Teils des Hofes seit dem Konfessionswechsel Johann Sigismunds 1613, andererseits die lutherische Konfession der meisten Gemeinden des Landes; im Jahr 1577 waren alle Geistlichen und Schulmeister Brandenburgs in Berlin auf die Konkordienformel verpflichtet worden.
Am 2. Juni 1662 hatte der Kurfürst ein Toleranzedikt erlassen, das die lutherischen Prediger des Landes zur Duldung gegenüber dem reformierten Bekenntnis verpflichtete. Die Vertreter der lutherischen Orthodoxie sahen darin eine unzulässige Relativierung der Bekenntnisgrundlage der Landeskirche. Mit dem Religionsgespräch wollte der Kurfürst ihren Widerstand brechen.

## Teilnehmer und Verlauf
Führender Theologe auf reformierter Seite war der Oberhofprediger Bartholomäus Stosch. Wortführer der Lutheraner war – da Propst Georg Lilien, der ranghöchste Geistliche, schon in fortgeschrittenem Alter war – Hofprediger Elias Siegesmund Reinhard. Eine vermittelnde Position nahm Propst Andreas Fromm ein.
Gegenstand der Polemik zwischen Lutheranern und Reformierten waren vor allem Lehre und Praxis des Abendmahls, damit verbunden Einzelheiten der Christologie, außerdem die Lehre von der Prädestination sowie die in den lutherischen Agenden beibehaltene Exorzismusformel bei der Taufe.
Beim Religionsgespräch sollte die irenische Linie des Helmstedter Lutheraners Georg Calixt († 1656) maßgeblich sein. Die lutherischen Teilnehmer, darunter Paul Gerhardt, verwahrten sich jedoch scharf gegen den vermeintlichen Synkretismus und folgten der streng lutherischen Linie des Wittenbergers Abraham Calov.

## Folgen
Bereits am 21. August 1662, gleichzeitig mit der Einberufung des Religionsgesprächs, hatte der Kurfürst den Pfarramtskandidaten seines Landes das Studium im sächsischen Wittenberg untersagt. Mit dem zweiten Toleranzedikt vom 16. September 1664 schrieb er der lutherischen Geistlichkeit bei Strafe der Amtsenthebung den Verzicht auf Schmähreden gegen die Reformierten vor.
In der Tradition der staatlich vorgeschriebenen Toleranz zwischen den protestantischen Hauptkonfessionen stehen die späteren Bemühungen um eine Union in Preußen, die schließlich 1817 durch Friedrich Wilhelm III. vollendet wurde.